# Nárok
Nárok je právní možnost uplatnit své subjektivní právo, tedy domáhat se jeho realizace u soudu nebo úřadu. Touto možností právní ochrany se od subjektivního práva, jako pouhého práva na něco, odlišuje.
Např. ze smlouvy o zápůjčce vzniká právo věřitele na to, aby mu dlužník půjčenou částku později vrátil. Nárok na vrácení ale vznikne až splatností půjčky. Právní ochranou tohoto nároku je pak žaloba k soudu a po jeho pravomocném přiznání možnost nárok exekučně vymoci.
Prekluzí nárok zcela a automaticky zaniká, promlčením se významně oslabuje, což znamená, že je-li promlčení namítnuto, nelze nárokované právo přiznat.